# Buitenkaag
Buitenkaag is een dorp in de gemeente Haarlemmermeer, in de Nederlandse provincie Noord-Holland. Het dorp had per 2023 485 inwoners. Pas in de jaren 1960 is de naam officieel vastgesteld, daarvoor heette het Leeghwaterbuurt.
Het ligt in het zuidelijkste puntje van de polder, aan de Kagerplassen. Ten noordwesten ligt Lisserbroek, ten noorden Abbenes en ten oosten de buurtschappen Huigsloot en Vredeburg. Vanaf Buitenkaag is met een pontje over de Ringvaart het dorp Kaag te bereiken.
Het is een rustig dorpje dat 's zomers toeristen trekt.
Op de plek waar de Hoofdvaart en Ringvaart samenkomen staat het Gemaal De Leeghwater, genoemd naar Jan Adriaanszoon Leeghwater, een beschermd rijksmonument. Het kerkcomplex St. Joannes Evangelist is in 1930 gebouwd in de stijl van de Amsterdamse School naar een ontwerp van de architecten Kees Barnholm en Theo van der Eerden en is ook een beschermd monument.

## Dorpsraden

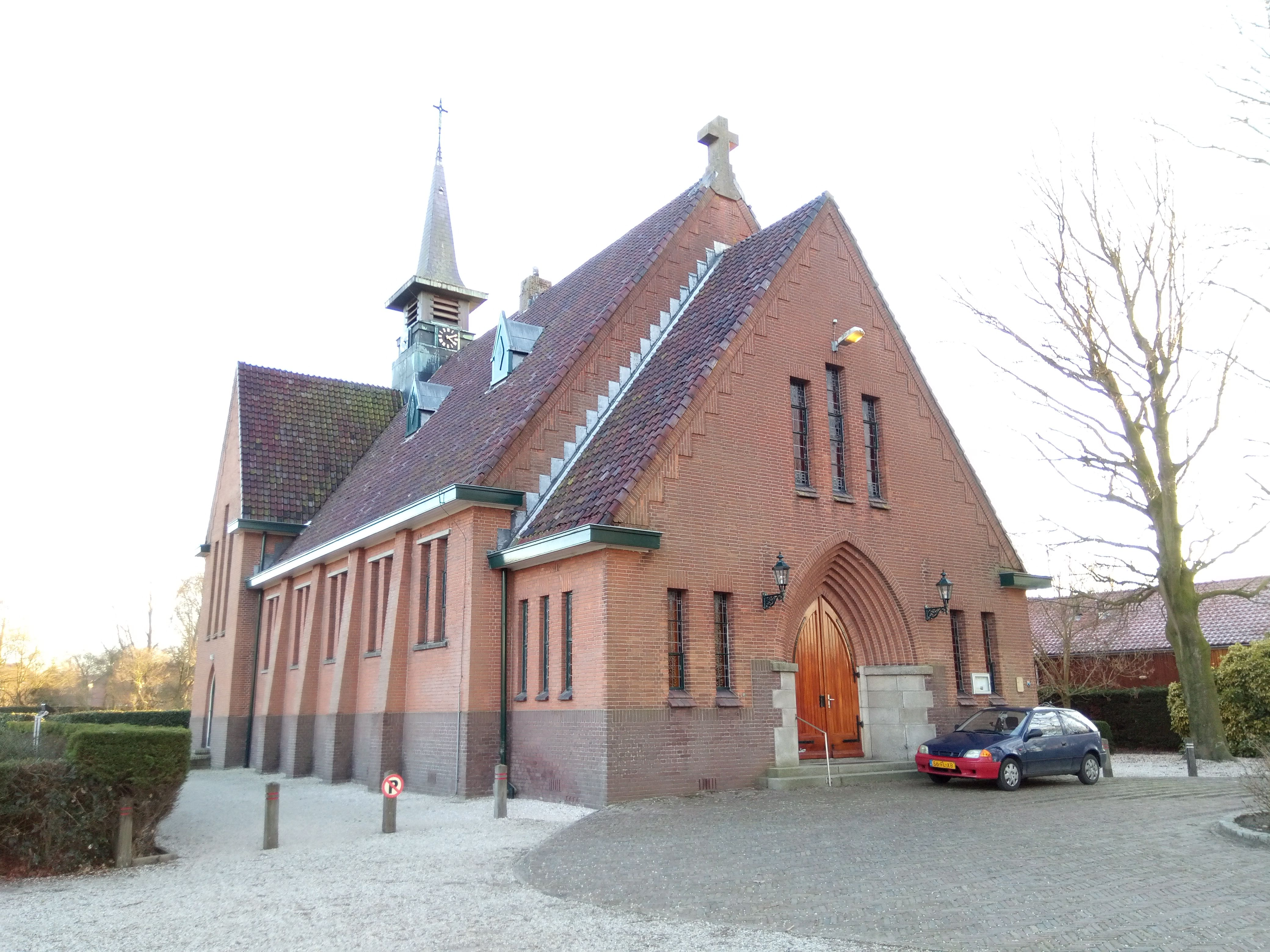
Kerk in Buitenkaag

Buitenkaag heeft twee dorpsraden. De dorpsraad Kaag-Buitenkaag is opgericht op 14 april 1972. Deze dorpsraad vertegenwoordigt zowel het dorp de Kaag als het dorp Buitenkaag. De dorpsraad Buitenkaag is opgericht in 2023. Ten grondslag ligt een conflict over de vermeende belangenverstrengeling van dorpsraad Kaag-Buitenkaag. Deze vertegenwoordigt twee dorpen in twee verschillende gemeentes en in twee verschillende provincies. Aanleiding was de parkeeroverlast veroorzaakt door Royal feadship van Lent. Dit bedrijf gevestigd op de Kaag heeft decennialang het personeel laten parkeren in Buitenkaag vanwege de beperking met de pont naar Kaag. De onvrede om dit effectief op te lossen ligt ten grondslag aan het conflict tussen de strijdende dorpsraden.

## Historie
De zuidelijke randkern Buitenkaag dankt zijn oorspronkelijke ontwikkeling voor een belangrijk deel aan de vestiging van een van de drie grote Haarlemmermeerse gemalen. Dit gemaal werd vernoemd naar de man die reeds in de zeventiende eeuw - als een van de eersten - een plan tot drooglegging van het Haarlemmermeer uitbracht, Jan Adriaanz Leeghwater.
Een complicatie bij de stichting van dit gemaal vormde het feit dat de bouw ervan plaatsvond op een zeer afgelegen punt, ver van woningen en mensen. Voor de bediening van het gemaal was het echter noodzakelijk dat het vereiste personeel in de nabijheid zou worden gehuisvest. "Ter plaatse woningen te bouwen was het eenige middel" aldus Gevers van Endegeest.
"Deze personeelswoningen werden", aldus het verslag van Boekel, "tesamen met een werkplaats in 1846 aan den Leeghwater opgerigt..."
Dezelfde schrijver vermeldde in 1873:
"Behalve ingenieurs en arbeiders vestigden zich sindsdien rond het voltooide gemaal Leeghwater op den daaraan palenden ringdijk, jagers, visschers, poldervolk en andere gezinnen..."
Hoewel de bevolking het dorp altijd Buitenkaag heeft genoemd, is de officiële benaming geruime tijd Leeghwaterbuurt geweest. Rond 1960 werd de officiële naam gewijzigd in Buitenkaag.

## Openbaar vervoer

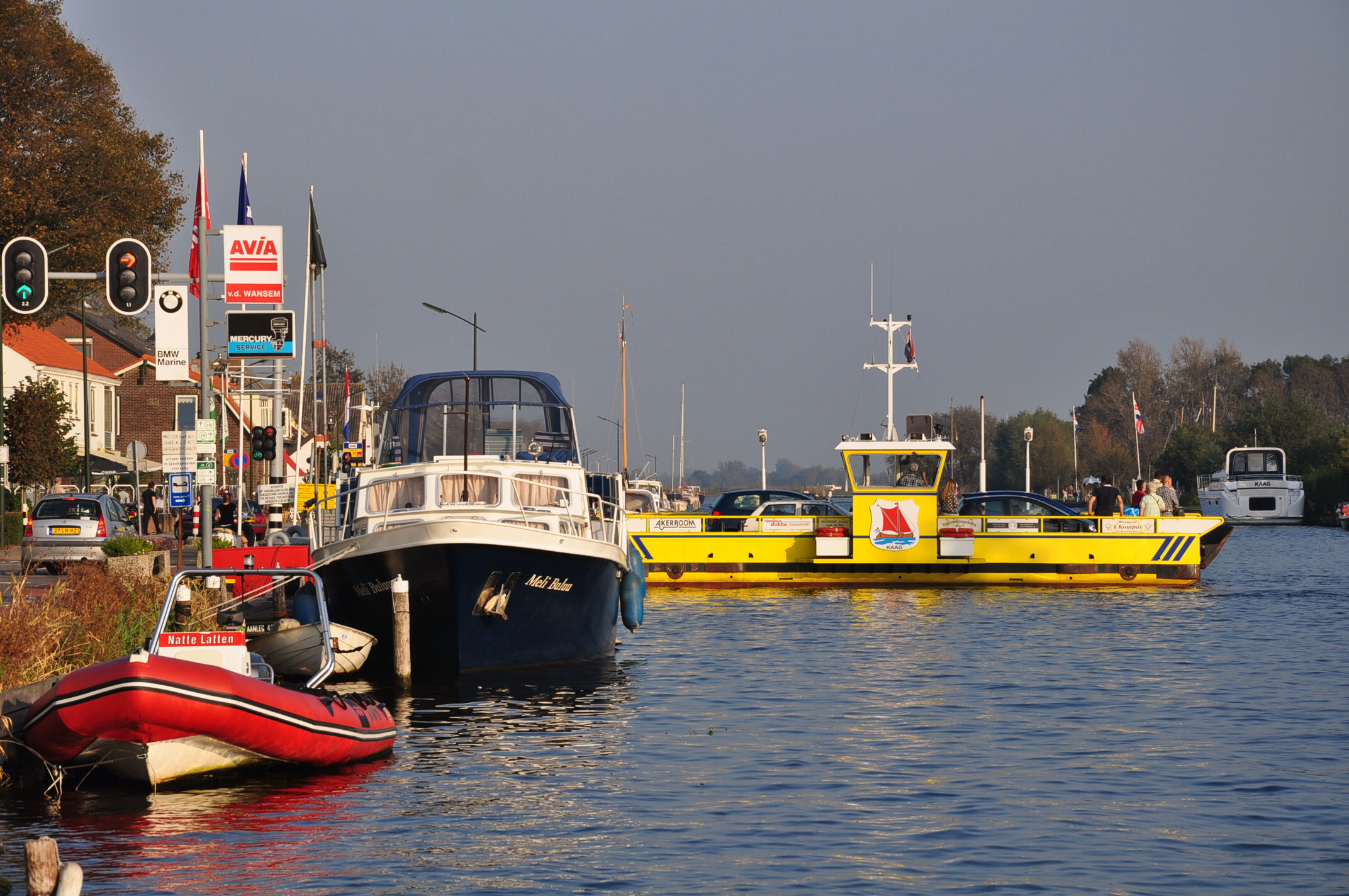
Veerpont tussen Kaag en Buitenkaag

Er was bus 164, welke liep tot station Sassenheim, maar is niet meer in gebruik. Deze is vervangen door AML flex (later veranderd naar OV op Maat): een elektrische auto op afroep beschikbaar voor bewoners van Buitenkaag, Kaag (dorp) en Abbenes. De lijn loopt van Buitenkaag, Abbenes naar station Nieuw-Vennep. Op 3 januari 2021 keerde buslijn 164 terug, deze is echter gaan rijden tussen Nieuw-Vennep en Buitenkaag. Daarnaast rijdt deze lijn alleen van maandag t/m vrijdag overdag, zodat OV op Maat blijft bestaan in de avonduren en in het weekend.
Tevens rijdt buurtbus 723 van Roelofarendsveen naar Lisse.